# Djibril Tamsir Paye
Djibril Tamsir Paye (ur. 26 lutego 1990 w Konakry) – piłkarz gwinejski grający na pozycji lewego obrońcy.

## Kariera klubowa
Pierwszym poważnym klubem w karierze Paye był mołdawski Sheriff Tyraspol. W 2008 roku awansował do kadry pierwszego zespołu i w sezonie 2008/2009 zadebiutował w nim w mołdawskiej ekstraklasie. W trakcie sezonu 2008/2009, w którym Sheriff wywalczył mistrzostwo kraju i zdobył puchar kraju, odszedł do innego klubu z Tyraspola, FC Tiraspol. W sezonie 2012/2013 zdobył z Tiraspolem Puchar Mołdawii, a latem 2013 roku wrócił do Sheriffu. W sezonie 2013/2014 został z Sheriffem mistrzem Mołdawii.
Latem 2014 roku Paye został zawodnikiem belgijskiego zespołu SV Zulte Waregem. W 2015 roku odszedł z tego klubu, a w 2016 roku podpisał kontrakt z Saint-Pryvé Saint-Hilaire FC, grającym w piątej lidze francuskiej.
| Sezon   | Klub             | Kraj     | Rozgrywki         | Mecze | Bramki |
| ------- | ---------------- | -------- | ----------------- | ----- | ------ |
| 2008/09 | Sheriff Tyraspol | Mołdawia | Divizia Națională | 1     | 0      |
| 2008/09 | FC Tiraspol      | Mołdawia | Divizia Națională | 11    | 0      |
| 2009/10 | FC Tiraspol      | Mołdawia | Divizia Națională | 28    | 0      |
| 2010/11 | FC Tiraspol      | Mołdawia | Divizia Națională | 31    | 1      |
| 2011/12 | FC Tiraspol      | Mołdawia | Divizia Națională | 23    | 0      |
| 2012/13 | FC Tiraspol      | Mołdawia | Divizia Națională | 25    | 1      |
| 2013/14 | Sheriff Tyraspol | Mołdawia | Divizia Națională | 22    | 0      |
| 2014/15 | SV Zulte Waregem | Belgia   | Eerste klasse     | 2     | 0      |

## Kariera reprezentacyjna
W reprezentacji Gwinei Paye zadebiutował 5 marca 2014 roku w wygranym 2:1 towarzyskim meczu z Iranem, rozegranym w Teheranie. W 77. minucie tego meczu zmienił Issiagę Syllę.